# Huedepohliana menzelii
Huedepohliana menzelii är en skalbaggsart som först beskrevs av Conrad Ritsema 1912.  Huedepohliana menzelii ingår i släktet Huedepohliana och familjen långhorningar. Inga underarter finns listade i Catalogue of Life.